# Municipio de Hampton-Fairview
El municipio de Hampton-Fairview (en inglés: Hampton-Fairview Township) es un municipio ubicado en el condado de Rush en el estado estadounidense de Kansas. En el año 2010 tenía una población de 268 habitantes y una densidad poblacional de 0,97 personas por km².

## Geografía
El municipio de Hampton-Fairview se encuentra ubicado en las coordenadas 38°37′58″N 99°28′43″O / 38.63278, -99.47861. Según la Oficina del Censo de los Estados Unidos, el municipio tiene una superficie total de 275,99 km², de la cual 275,69 km² corresponden a tierra firme y (0,11%) 0,3 km² es agua.

## Demografía
Según el censo de 2010, había 268 personas residiendo en el municipio de Hampton-Fairview. La densidad de población era de 0,97 hab./km². De los 268 habitantes, el municipio de Hampton-Fairview estaba compuesto por el 94,78% blancos, el 0,37% eran afroamericanos, el 1,49% eran amerindios, el 0,37% eran de otras razas y el 2,99% pertenecían a dos o más razas. Del total de la población el 0,75% eran hispanos o latinos de cualquier raza.